# 本屋が選ぶ時代小説大賞
本屋が選ぶ時代小説大賞（ほんやがえらぶじだいしょうせつたいしょう）は、株式会社文藝春秋の月刊娯楽小説誌『オール讀物』編集部が主催する日本の文学賞である。過去1年間に刊行された時代小説の中から、文芸評論家が候補作を選出し、その後書店店長等から構成される選考委員により大賞が選出される。2011年に創設され、年に一度『オール讀物』誌上で発表されている。

## 受賞作一覧
| 回（年度）         | 賞   | 受賞者     | 受賞作                                        | 刊行                            | 選考委員 |
| ------------------ | ---- | ---------- | --------------------------------------------- | ------------------------------- | --- |
| 第1回（2011年度）  | 受賞 | 伊東潤     | 『黒南風の海 加藤清正「文禄・慶長の役」異聞』 | 2011年7月・PHP研究所刊          | 中野誠 (東京旭屋書店池袋店店長) 菊池壮一 (リブロ池袋本店店長) 鈴木文彦 (八重洲ブックセンター顧問) 市川房丸 (紀伊國屋書店新宿本店) 出久根達郎                                              |
| 第1回（2011年度）  | 候補 | 犬飼六岐   | 『囲碁小町 嫁入り七番勝負』                   | 2011年1月・講談社刊             | 中野誠 (東京旭屋書店池袋店店長) 菊池壮一 (リブロ池袋本店店長) 鈴木文彦 (八重洲ブックセンター顧問) 市川房丸 (紀伊國屋書店新宿本店) 出久根達郎                                              |
| 第1回（2011年度）  | 候補 | 佐藤賢一   | 『ペリー』                                    | 2011年7月・角川書店刊           | 中野誠 (東京旭屋書店池袋店店長) 菊池壮一 (リブロ池袋本店店長) 鈴木文彦 (八重洲ブックセンター顧問) 市川房丸 (紀伊國屋書店新宿本店) 出久根達郎                                              |
| 第1回（2011年度）  | 候補 | 志水辰夫   | 『夜去り川』                                  | 2011年7月・文藝春秋刊           | 中野誠 (東京旭屋書店池袋店店長) 菊池壮一 (リブロ池袋本店店長) 鈴木文彦 (八重洲ブックセンター顧問) 市川房丸 (紀伊國屋書店新宿本店) 出久根達郎                                              |
| 第1回（2011年度）  | 候補 | 山本兼一   | 『銀の島』                                    | 2011年6月・朝日新聞出版刊       | 中野誠 (東京旭屋書店池袋店店長) 菊池壮一 (リブロ池袋本店店長) 鈴木文彦 (八重洲ブックセンター顧問) 市川房丸 (紀伊國屋書店新宿本店) 出久根達郎                                              |
| 第2回（2012年度）  | 受賞 | 澤田瞳子   | 『満つる月の如し 仏師・定朝』                 | 2012年3月・徳間書店刊           | 中野誠 (東京旭屋書店池袋店店長) 菊池壮一 (リブロ池袋本店店長) 壹岐直也 (丸善書店丸の内本店店長) 内田俊明 (八重洲ブックセンター八重洲本店販売課) 竹田勇生 (紀伊國屋書店新宿南店仕入課)     |
| 第2回（2012年度）  | 候補 | 葉室麟     | 『千鳥舞う』                                  | 2012年7月・徳間書店刊           | 中野誠 (東京旭屋書店池袋店店長) 菊池壮一 (リブロ池袋本店店長) 壹岐直也 (丸善書店丸の内本店店長) 内田俊明 (八重洲ブックセンター八重洲本店販売課) 竹田勇生 (紀伊國屋書店新宿南店仕入課)     |
| 第2回（2012年度）  | 候補 | 逢坂剛     | 『平蔵の首』                                  | 2012年3月・文藝春秋刊           | 中野誠 (東京旭屋書店池袋店店長) 菊池壮一 (リブロ池袋本店店長) 壹岐直也 (丸善書店丸の内本店店長) 内田俊明 (八重洲ブックセンター八重洲本店販売課) 竹田勇生 (紀伊國屋書店新宿南店仕入課)     |
| 第2回（2012年度）  | 候補 | 犬飼六岐   | 『佐助を討て』                                | 2012年6月・文藝春秋刊           | 中野誠 (東京旭屋書店池袋店店長) 菊池壮一 (リブロ池袋本店店長) 壹岐直也 (丸善書店丸の内本店店長) 内田俊明 (八重洲ブックセンター八重洲本店販売課) 竹田勇生 (紀伊國屋書店新宿南店仕入課)     |
| 第2回（2012年度）  | 候補 | 山本兼一   | 『信長死すべし』                              | 2012年6月・角川書店刊           | 中野誠 (東京旭屋書店池袋店店長) 菊池壮一 (リブロ池袋本店店長) 壹岐直也 (丸善書店丸の内本店店長) 内田俊明 (八重洲ブックセンター八重洲本店販売課) 竹田勇生 (紀伊國屋書店新宿南店仕入課)     |
| 第3回（2013年度）  | 受賞 | 朝井まかて | 『恋歌』                                      | 2013年8月・講談社刊             | 中野誠 (東京旭屋書店池袋店店長) 菊池壮一 (リブロ池袋本店店長) 壹岐直也 (丸善書店丸の内本店店長) 内田俊明 (八重洲ブックセンター八重洲本店販売課) 竹田勇生 (紀伊國屋書店新宿南店仕入課)     |
| 第3回（2013年度）  | 受賞 | 浅田次郎   | 『一路』(上)(下)』                            | 2013年2月・中央公論新社刊       | 中野誠 (東京旭屋書店池袋店店長) 菊池壮一 (リブロ池袋本店店長) 壹岐直也 (丸善書店丸の内本店店長) 内田俊明 (八重洲ブックセンター八重洲本店販売課) 竹田勇生 (紀伊國屋書店新宿南店仕入課)     |
| 第3回（2013年度）  | 候補 | 諸田玲子   | 『ともえ』                                    | 2013年9月・平凡社刊             | 中野誠 (東京旭屋書店池袋店店長) 菊池壮一 (リブロ池袋本店店長) 壹岐直也 (丸善書店丸の内本店店長) 内田俊明 (八重洲ブックセンター八重洲本店販売課) 竹田勇生 (紀伊國屋書店新宿南店仕入課)     |
| 第3回（2013年度）  | 候補 | 山本兼一   | 『花鳥の夢』                                  | 2013年4月・文藝春秋刊           | 中野誠 (東京旭屋書店池袋店店長) 菊池壮一 (リブロ池袋本店店長) 壹岐直也 (丸善書店丸の内本店店長) 内田俊明 (八重洲ブックセンター八重洲本店販売課) 竹田勇生 (紀伊國屋書店新宿南店仕入課)     |
| 第4回（2014年度）  | 受賞 | 岩井三四二 | 『異国合戦 蒙古襲来異聞』                     | 2014年4月・講談社刊             | 壹岐直也 (丸善書店丸の内本店) 内田俊明 (八重洲ブックセンター八重洲本店) 加藤泉 (有隣堂横浜駅西口店) 菊池壮一 (リブロ池袋本店) 中野誠 (東京旭屋書店池袋店)                                 |
| 第4回（2014年度）  | 候補 | 奥山景布子 | 『太閤の能楽師』                              | 2014年6月・中央公論新社刊       | 壹岐直也 (丸善書店丸の内本店) 内田俊明 (八重洲ブックセンター八重洲本店) 加藤泉 (有隣堂横浜駅西口店) 菊池壮一 (リブロ池袋本店) 中野誠 (東京旭屋書店池袋店)                                 |
| 第4回（2014年度）  | 候補 | 風野真知雄 | 『沙羅沙羅越え』                              | 2014年6月・KADOKAWA刊           | 壹岐直也 (丸善書店丸の内本店) 内田俊明 (八重洲ブックセンター八重洲本店) 加藤泉 (有隣堂横浜駅西口店) 菊池壮一 (リブロ池袋本店) 中野誠 (東京旭屋書店池袋店)                                 |
| 第4回（2014年度）  | 候補 | 谷津矢車   | 『蔦屋 TSUTAYA JUZABURO』                     | 2014年4月・学研パブリッシング刊 | 壹岐直也 (丸善書店丸の内本店) 内田俊明 (八重洲ブックセンター八重洲本店) 加藤泉 (有隣堂横浜駅西口店) 菊池壮一 (リブロ池袋本店) 中野誠 (東京旭屋書店池袋店)                                 |
| 第4回（2014年度）  | 候補 | 小松エメル | 『夢の燈影』                                  | 2014年9月・講談社刊             | 壹岐直也 (丸善書店丸の内本店) 内田俊明 (八重洲ブックセンター八重洲本店) 加藤泉 (有隣堂横浜駅西口店) 菊池壮一 (リブロ池袋本店) 中野誠 (東京旭屋書店池袋店)                                 |
| 第5回（2015年度）  | 受賞 | 中路啓太   | 『もののふ莫迦』                              | 2014年10月・中央公論新社刊      | 壹岐直也 (丸善書店丸の内本店) 内田俊明 (八重洲ブックセンター八重洲本店) 菊池壮一 (リブロ池袋本店) 中野誠 (東京旭屋書店池袋店)                                                             |
| 第5回（2015年度）  | 候補 | 宇江佐真理 | 『為吉 北町奉行所ものがたり』                 | 2015年8月・実業之日本社刊       | 壹岐直也 (丸善書店丸の内本店) 内田俊明 (八重洲ブックセンター八重洲本店) 菊池壮一 (リブロ池袋本店) 中野誠 (東京旭屋書店池袋店)                                                             |
| 第5回（2015年度）  | 候補 | 木下昌輝   | 『人魚ノ肉』                                  | 2015年7月・文藝春秋刊           | 壹岐直也 (丸善書店丸の内本店) 内田俊明 (八重洲ブックセンター八重洲本店) 菊池壮一 (リブロ池袋本店) 中野誠 (東京旭屋書店池袋店)                                                             |
| 第5回（2015年度）  | 候補 | 西條奈加   | 『六花落々』                                  | 2014年12月・祥伝社刊            | 壹岐直也 (丸善書店丸の内本店) 内田俊明 (八重洲ブックセンター八重洲本店) 菊池壮一 (リブロ池袋本店) 中野誠 (東京旭屋書店池袋店)                                                             |
| 第5回（2015年度）  | 候補 | 谷津矢車   | 『曽呂利! 秀吉を手玉に取った男』              | 2015年8月・実業之日本社刊       | 壹岐直也 (丸善書店丸の内本店) 内田俊明 (八重洲ブックセンター八重洲本店) 菊池壮一 (リブロ池袋本店) 中野誠 (東京旭屋書店池袋店)                                                             |
| 第6回（2016年度）  | 受賞 | 垣根涼介   | 『室町無頼』                                  | 2016年8月・新潮社刊             | 内田俊明 (八重洲ブックセンター八重洲本店) 澤村綾乃 (オリオン書房ノルテ店) 田口幹人 (さわや書店フェザン店) 中野誠 (東京旭屋書店池袋店) 母袋幸代 (三省堂書店神保町本店)                     |
| 第6回（2016年度）  | 候補 | 梶よう子   | 『ヨイ豊』                                    | 2015年10月・講談社刊            | 内田俊明 (八重洲ブックセンター八重洲本店) 澤村綾乃 (オリオン書房ノルテ店) 田口幹人 (さわや書店フェザン店) 中野誠 (東京旭屋書店池袋店) 母袋幸代 (三省堂書店神保町本店)                     |
| 第6回（2016年度）  | 候補 | 門井慶喜   | 『ゆけ、おりょう』                            | 2016年8月・文藝春秋刊           | 内田俊明 (八重洲ブックセンター八重洲本店) 澤村綾乃 (オリオン書房ノルテ店) 田口幹人 (さわや書店フェザン店) 中野誠 (東京旭屋書店池袋店) 母袋幸代 (三省堂書店神保町本店)                     |
| 第6回（2016年度）  | 候補 | 木下昌輝   | 『戦国24時 さいごの刻』                       | /2016年9月・光文社刊            | 内田俊明 (八重洲ブックセンター八重洲本店) 澤村綾乃 (オリオン書房ノルテ店) 田口幹人 (さわや書店フェザン店) 中野誠 (東京旭屋書店池袋店) 母袋幸代 (三省堂書店神保町本店)                     |
| 第6回（2016年度）  | 候補 | 簑輪諒     | 『くせものの譜』                              | 2016年2月・学研プラス刊         | 内田俊明 (八重洲ブックセンター八重洲本店) 澤村綾乃 (オリオン書房ノルテ店) 田口幹人 (さわや書店フェザン店) 中野誠 (東京旭屋書店池袋店) 母袋幸代 (三省堂書店神保町本店)                     |
| 第7回（2017年度）  | 受賞 | 佐藤巖太郎 | 『会津執権の栄誉』                            | 2017年4月・文藝春秋刊           | 内田俊明 (八重洲ブックセンター) 田口幹人 (さわや書店フェザン店) 中野誠 (東京旭屋書店池袋店) 昼間匠 (リブロ本部) 母袋幸代 (三省堂書店神保町本店)                                           |
| 第7回（2017年度）  | 候補 | 荒山徹     | 『白村江』                                    | 2017年1月・PHP研究所刊          | 内田俊明 (八重洲ブックセンター) 田口幹人 (さわや書店フェザン店) 中野誠 (東京旭屋書店池袋店) 昼間匠 (リブロ本部) 母袋幸代 (三省堂書店神保町本店)                                           |
| 第7回（2017年度）  | 候補 | 武内涼     | 『駒姫 三条河原異聞』                         | 2017年1月・新潮社刊             | 内田俊明 (八重洲ブックセンター) 田口幹人 (さわや書店フェザン店) 中野誠 (東京旭屋書店池袋店) 昼間匠 (リブロ本部) 母袋幸代 (三省堂書店神保町本店)                                           |
| 第7回（2017年度）  | 候補 | 谷津矢車   | 『おもちゃ絵芳藤』                            | 2017年4月・文藝春秋刊           | 内田俊明 (八重洲ブックセンター) 田口幹人 (さわや書店フェザン店) 中野誠 (東京旭屋書店池袋店) 昼間匠 (リブロ本部) 母袋幸代 (三省堂書店神保町本店)                                           |
| 第7回（2017年度）  | 候補 | 矢野隆     | 『山よ奔れ』                                  | 2017年5月・光文社刊             | 内田俊明 (八重洲ブックセンター) 田口幹人 (さわや書店フェザン店) 中野誠 (東京旭屋書店池袋店) 昼間匠 (リブロ本部) 母袋幸代 (三省堂書店神保町本店)                                           |
| 第8回（2018年度）  | 受賞 | 奥山景布子 | 『葵の残葉』                                  | 2017年12月・文藝春秋刊          | 阿久津武信 (くまざわ書店南千住店) 市川淳一 (丸善ラゾーナ川崎店) 田口幹人 (さわや書店フェザン店) 昼間匠 (リブロプラス本部) 母袋幸代 (三省堂書店神保町本店)                                 |
| 第8回（2018年度）  | 候補 | 飯嶋和一   | 『星夜航行』(上)(下)                          | 2018年6月・新潮社刊             | 阿久津武信 (くまざわ書店南千住店) 市川淳一 (丸善ラゾーナ川崎店) 田口幹人 (さわや書店フェザン店) 昼間匠 (リブロプラス本部) 母袋幸代 (三省堂書店神保町本店)                                 |
| 第8回（2018年度）  | 候補 | 西條奈加   | 『無暁の鈴』                                  | 2018年5月・光文社刊             | 阿久津武信 (くまざわ書店南千住店) 市川淳一 (丸善ラゾーナ川崎店) 田口幹人 (さわや書店フェザン店) 昼間匠 (リブロプラス本部) 母袋幸代 (三省堂書店神保町本店)                                 |
| 第8回（2018年度）  | 候補 | 今村翔吾   | 『童の神』                                    | 2018年10月・角川春樹事務所刊    | 阿久津武信 (くまざわ書店南千住店) 市川淳一 (丸善ラゾーナ川崎店) 田口幹人 (さわや書店フェザン店) 昼間匠 (リブロプラス本部) 母袋幸代 (三省堂書店神保町本店)                                 |
| 第9回（2019年度）  | 受賞 | 川越宗一   | 『熱源』                                      | 2019年8月・文藝春秋刊           | 阿久津武信 (くまざわ書店南千住店) 市川淳一 (丸善ラゾーナ川崎店) 田口幹人 (リーディングスタイル) 平井真実 (八重洲ブックセンター京急百貨店上大岡店) 昼間匠 (リブロプラス本部)               |
| 第9回（2019年度）  | 候補 | 今村翔吾   | 『八本目の槍』                                | 2019年7月・新潮社刊             | 阿久津武信 (くまざわ書店南千住店) 市川淳一 (丸善ラゾーナ川崎店) 田口幹人 (リーディングスタイル) 平井真実 (八重洲ブックセンター京急百貨店上大岡店) 昼間匠 (リブロプラス本部)               |
| 第9回（2019年度）  | 候補 | 小松エメル | 『歳三の剣』                                  | 2019年2月・講談社刊             | 阿久津武信 (くまざわ書店南千住店) 市川淳一 (丸善ラゾーナ川崎店) 田口幹人 (リーディングスタイル) 平井真実 (八重洲ブックセンター京急百貨店上大岡店) 昼間匠 (リブロプラス本部)               |
| 第9回（2019年度）  | 候補 | 谷津矢車   | 『奇説無惨絵条々』                            | 2019年2月・文藝春秋刊           | 阿久津武信 (くまざわ書店南千住店) 市川淳一 (丸善ラゾーナ川崎店) 田口幹人 (リーディングスタイル) 平井真実 (八重洲ブックセンター京急百貨店上大岡店) 昼間匠 (リブロプラス本部)               |
| 第10回（2020年度） | 受賞 | 永井紗耶子 | 『商う狼 江戸商人 杉本茂十郎』                | 2020年6月・新潮社刊             | 阿久津武信 (くまざわ書店南千住店) 市川淳一 (丸善ラゾーナ川崎店) 田口幹人 (リーディングスタイル) 平井真実 (八重洲ブックセンター京急百貨店上大岡店) 昼間匠 (リブロプラス本部)               |
| 第10回（2020年度） | 候補 | 今村翔吾   | 『じんかん』                                  | 2020年5月・講談社刊             | 阿久津武信 (くまざわ書店南千住店) 市川淳一 (丸善ラゾーナ川崎店) 田口幹人 (リーディングスタイル) 平井真実 (八重洲ブックセンター京急百貨店上大岡店) 昼間匠 (リブロプラス本部)               |
| 第10回（2020年度） | 候補 | 木下昌輝   | 『まむし三代記』                              | 2020年2月・朝日新聞出版刊       | 阿久津武信 (くまざわ書店南千住店) 市川淳一 (丸善ラゾーナ川崎店) 田口幹人 (リーディングスタイル) 平井真実 (八重洲ブックセンター京急百貨店上大岡店) 昼間匠 (リブロプラス本部)               |
| 第10回（2020年度） | 候補 | 谷津矢車   | 『絵ことば又兵衛』                            | 2020年9月・文藝春秋刊           | 阿久津武信 (くまざわ書店南千住店) 市川淳一 (丸善ラゾーナ川崎店) 田口幹人 (リーディングスタイル) 平井真実 (八重洲ブックセンター京急百貨店上大岡店) 昼間匠 (リブロプラス本部)               |
| 第10回（2020年度） | 候補 | 柳広司     | 『太平洋食堂』                                | 2020年1月・小学館刊             | 阿久津武信 (くまざわ書店南千住店) 市川淳一 (丸善ラゾーナ川崎店) 田口幹人 (リーディングスタイル) 平井真実 (八重洲ブックセンター京急百貨店上大岡店) 昼間匠 (リブロプラス本部)               |
| 第11回（2021年度） | 受賞 | 砂原浩太朗 | 『高瀬庄左衛門御留書』                        | 2021年1月・講談社刊             | 阿久津武信 (くまざわ書店錦糸町店店) 市川淳一 (丸善ラゾーナ川崎店) 平井真実 (八重洲ブックセンター京急百貨店上大岡店) 昼間匠 (リブロプラス本部) 吉野裕司 (紀伊國屋書店新宿本店)             |
| 第11回（2021年度） | 候補 | 天野純希   | 『もろびとの空 三木城合戦記』                 | 2021年1月・集英社刊             | 阿久津武信 (くまざわ書店錦糸町店店) 市川淳一 (丸善ラゾーナ川崎店) 平井真実 (八重洲ブックセンター京急百貨店上大岡店) 昼間匠 (リブロプラス本部) 吉野裕司 (紀伊國屋書店新宿本店)             |
| 第11回（2021年度） | 候補 | 蝉谷めぐ実 | 『化け者心中』                                | 2020年10月・KADOKAWA刊          | 阿久津武信 (くまざわ書店錦糸町店店) 市川淳一 (丸善ラゾーナ川崎店) 平井真実 (八重洲ブックセンター京急百貨店上大岡店) 昼間匠 (リブロプラス本部) 吉野裕司 (紀伊國屋書店新宿本店)             |
| 第11回（2021年度） | 候補 | 武川佑     | 『千里をゆけ くじ引き将軍と隻腕女』           | 2021年3月・文藝春秋刊           | 阿久津武信 (くまざわ書店錦糸町店店) 市川淳一 (丸善ラゾーナ川崎店) 平井真実 (八重洲ブックセンター京急百貨店上大岡店) 昼間匠 (リブロプラス本部) 吉野裕司 (紀伊國屋書店新宿本店)             |
| 第11回（2021年度） | 候補 | 米澤穂信   | 『黒牢城』                                    | 2021年6月・KADOKAWA刊           | 阿久津武信 (くまざわ書店錦糸町店店) 市川淳一 (丸善ラゾーナ川崎店) 平井真実 (八重洲ブックセンター京急百貨店上大岡店) 昼間匠 (リブロプラス本部) 吉野裕司 (紀伊國屋書店新宿本店)             |
| 第12回（2022年度） | 受賞 | 木下昌輝   | 『孤剣の涯て』                                | 2022年5月・文藝春秋刊           | 阿久津武信 (くまざわ書店錦糸町店店) 礒部ゆきえ (TSUTAYA BOOKSTORE 下北沢) 市川淳一 (丸善ラゾーナ川崎店) 平井真実 (八重洲ブックセンター京急百貨店上大岡店) 吉野裕司 (紀伊國屋書店新宿本店) |
| 第12回（2022年度） | 候補 | 赤神諒     | 『はぐれ鴉』                                  | 2022年7月・集英社刊             | 阿久津武信 (くまざわ書店錦糸町店店) 礒部ゆきえ (TSUTAYA BOOKSTORE 下北沢) 市川淳一 (丸善ラゾーナ川崎店) 平井真実 (八重洲ブックセンター京急百貨店上大岡店) 吉野裕司 (紀伊國屋書店新宿本店) |
| 第12回（2022年度） | 候補 | 今村翔吾   | 『幸村を討て』                                | 2022年3月・中央公論新社刊       | 阿久津武信 (くまざわ書店錦糸町店店) 礒部ゆきえ (TSUTAYA BOOKSTORE 下北沢) 市川淳一 (丸善ラゾーナ川崎店) 平井真実 (八重洲ブックセンター京急百貨店上大岡店) 吉野裕司 (紀伊國屋書店新宿本店) |
| 第12回（2022年度） | 候補 | 梶よう子   | 『広重ぶるう』                                | 2022年6月・新潮社刊             | 阿久津武信 (くまざわ書店錦糸町店店) 礒部ゆきえ (TSUTAYA BOOKSTORE 下北沢) 市川淳一 (丸善ラゾーナ川崎店) 平井真実 (八重洲ブックセンター京急百貨店上大岡店) 吉野裕司 (紀伊國屋書店新宿本店) |
| 第12回（2022年度） | 候補 | 谷津矢車   | 『北斗の邦へ翔べ』                            | 2021年11月・角川春樹事務所刊    | 阿久津武信 (くまざわ書店錦糸町店店) 礒部ゆきえ (TSUTAYA BOOKSTORE 下北沢) 市川淳一 (丸善ラゾーナ川崎店) 平井真実 (八重洲ブックセンター京急百貨店上大岡店) 吉野裕司 (紀伊國屋書店新宿本店) |
| 第13回（2023年度） | 受賞 | 村木嵐     | 『まいまいつぶろ』                            | 2023年5月・幻冬舎刊             | 北川恭子 (旭屋書店アトレヴィ大塚店) 栗澤順一 (さわや書店外商部兼商品管理部) 久田かおり（精文館書店中島新町店) 吉野裕司 (紀伊國屋書店新宿本店)                                             |
| 第13回（2023年度） | 候補 | 高瀬乃一   | 『貸本屋おせん』                              | 2022年11月・文藝春秋刊          | 北川恭子 (旭屋書店アトレヴィ大塚店) 栗澤順一 (さわや書店外商部兼商品管理部) 久田かおり（精文館書店中島新町店) 吉野裕司 (紀伊國屋書店新宿本店)                                             |
| 第13回（2023年度） | 候補 | 武内涼     | 『厳島』                                      | 2023年4月・新潮社刊             | 北川恭子 (旭屋書店アトレヴィ大塚店) 栗澤順一 (さわや書店外商部兼商品管理部) 久田かおり（精文館書店中島新町店) 吉野裕司 (紀伊國屋書店新宿本店)                                             |
| 第13回（2023年度） | 候補 | 武川佑     | 『真田の具足師』                              | 2023年10月・PHP研究所刊         | 北川恭子 (旭屋書店アトレヴィ大塚店) 栗澤順一 (さわや書店外商部兼商品管理部) 久田かおり（精文館書店中島新町店) 吉野裕司 (紀伊國屋書店新宿本店)                                             |
| 第14回（2024年度） | 受賞 | 赤神諒     | 『佐渡絢爛』                                  | 2024年3月・徳間書店刊           | 北川恭子 (旭屋書店アトレヴィ大塚店) 栗澤順一 (さわや書店外商部兼商品管理部) 久田かおり（精文館書店中島新町店)                                                                             |
| 第14回（2024年度） | 候補 | 今村翔吾   | 『海を破る者』                                | 2024年5月・文藝春秋刊           | 北川恭子 (旭屋書店アトレヴィ大塚店) 栗澤順一 (さわや書店外商部兼商品管理部) 久田かおり（精文館書店中島新町店)                                                                             |
| 第14回（2024年度） | 候補 | 木内昇     | 『惣十郎浮世始末』                            | 2024年6月・中央公論新社刊       | 北川恭子 (旭屋書店アトレヴィ大塚店) 栗澤順一 (さわや書店外商部兼商品管理部) 久田かおり（精文館書店中島新町店)                                                                             |
| 第14回（2024年度） | 候補 | 蝉谷めぐ実 | 『万両役者の扇』                              | 2024年5月・新潮社刊             | 北川恭子 (旭屋書店アトレヴィ大塚店) 栗澤順一 (さわや書店外商部兼商品管理部) 久田かおり（精文館書店中島新町店)                                                                             |
| 第14回（2024年度） | 候補 | 吉森大祐   | 『茨鬼 悪名奉行茨木理兵衛』                   | 2024年7月・中央公論新社刊       | 北川恭子 (旭屋書店アトレヴィ大塚店) 栗澤順一 (さわや書店外商部兼商品管理部) 久田かおり（精文館書店中島新町店)                                                                             |